# Cinnyris johannae
Cinnyris johannae е вид птица от семейство Нектарникови.